# Sandakan
Sandakan közel négyszázezres lélekszámú város Malajziában, Sabah tartományban. Kota Kinabalu után Sabah második legnagyobb városa. A Sandakan-félszigeten, az állam keleti partján található, és Brit Észak-Borneó korábbi fővárosa volt.

## Története
Sandakan megalapítása előtt Spanyolország és a Sulu Szultanátus között vita folyt a Sulu-szigetek gazdasági dominanciájáért. Spanyolország 1864-ben blokád alá vette a szultanátus birtokait a Sulu-szigetvilágban. A Sulu Szultanátus a német konzuli szolgálat egy volt tagjának egy földdarabot adományozott a Sandakan-öbölben, hogy védelmet kérjen Németországtól. 1878-ban a szultánság eladta Északkelet-Borneót egy osztrák-magyar konzulnak, aki később egy brit gyarmati kereskedőnek adta át a területet. A terület feletti német jelenlét aggodalmat keltett a britek körében. Ennek eredményeképpen a britek, a németek és a spanyolok között jegyzőkönyv született a Sulu-szigetvilág feletti spanyol szuverenitás elismeréséről, cserébe azért, hogy a spanyolok nem avatkoznak be a brit ügyekbe Észak-Borneón.
Sandakan akkor kezdett virágzásnak indulni, amikor a Brit Észak-Borneói Társaság (British North Borneo Company, BNBC) 1879-ben új települést kezdett építeni, és aktív kereskedelmi központtá fejlesztette, valamint Észak-Borneó fő közigazgatási központjává tette. A britek a brit Hongkongból érkező kínaiak bevándorlását is ösztönözték Sandakan gazdaságának fejlesztése érdekében. A virágzás azonban megállt, amikor a japánok megszállták a területet. A háború folyamán a szövetségesek 1944-ben megkezdett bombázásaival a város teljesen elpusztult.
A háború végén a Brit Észak-Borneói Társaság visszavette a város igazgatását, de nem tudta finanszírozni az újjáépítés költségeit. Észak-Borneót 1946. július 15-én átadták a brit koronának. Az új gyarmati kormány úgy döntött, hogy az újjáépítés helyett Jesseltonba helyezi át Észak-Borneó fővárosát. Bár Sandakan már nem volt közigazgatási főváros, továbbra is megmaradt "gazdasági fővárosnak", mivel kikötői tevékenységei a keleti partvidék faanyagának és más mezőgazdasági termékeinek exportjához kapcsolódtak. A létesítmények javítására a koronagyarmati adminisztráció tervet dolgozott ki, amelynek "A gyarmati hivatal Észak-Borneó újjáépítési és fejlesztési terve: 1948-1955" nevet adták. A terv nyomán 1948 áprilisában létrehozták a Sandakani Halászati Hivatalt. A sandakani halászati ipar fejlesztésének első lépéseként a koronagyarmat a "Gyarmati Fejlesztési és Jóléti Terv" révén kidolgozta a "Fiatalok Munkatervét". E terv révén a brit közigazgatás feladata volt, hogy Hongkongból alapanyagokat importáljon a halászok számára, és azokat szubvencionálja.

## Gazdaság, turizmus
Sandakan az olaj-, dohány-, kávé-, szágó- és fakivitel egyik fő kikötője. Egyéb gazdasági tevékenységek közé tartozik a halászat, a hajóépítés, az ökoturizmus és a feldolgozóipar. Sandakan turisztikai látványosságai közé tartozik a helytörténeti múzeum, a Sandakani Kulturális Fesztivál, valamint a Sepiloki Orangutánrezervátum.

## Éghajlat
Sandakan éghajlata a Köppen-féle éghajlati besorolás szerint trópusi esőerdő. Az éghajlat viszonylag meleg és nedves, az átlagos árnyékhőmérséklet 32 °C körüli, délben 32 °C körüli, éjszaka 27 °C körüli hőmérsékletre csökken. A város egész évben csapadékos, a legcsapadékosabb hónapok október és február között vannak, míg a legszárazabb hónap április. Az átlagos csapadékmennyiség 2184 mm és 3988 mm között változik

## Fordítás
- Ez a szócikk részben vagy egészben  a   Sandakan című angol Wikipédia-szócikk fordításán alapul.  Az eredeti cikk szerkesztőit annak laptörténete sorolja fel. Ez a jelzés csupán a megfogalmazás eredetét és a szerzői jogokat jelzi, nem szolgál a cikkben szereplő információk forrásmegjelöléseként.